# تیرازجان
تیرازجان، روستایی از توابع بخش سورنا شهرستان رستم در استان فارس ایران است.
تیرازجان از لحاظ موقعیت جغرافیایی در مرز استان فارس و بویراحمد قرار دارد، و به دلیل موقعیت کوهستانی داری طبیعت سرسبز و آب و هوایی معتدل است. مردم این روستا با گویش لری صحبت می‌کنند. شغل اکثر مردم روستا کشاورزی، باغداری، دامپروری است. اکثر مردم این روستا از طایفه چوگی(چوبالی) و سادات امامزاده علی و امامزاده محمود  هستند.

## جمعیت
این روستا در سرشماری سال ۱۳۹۴ بالغ بر ۸۰۰ نفر جمعیت دارد.